# Раэри
Раэри (англ. Rahere, Raher, лат. Raherius) (ум. 20 сентября 1145) — английский священнослужитель, в молодости бывший фаворитом короля Генриха I. Известен как основатель старейшего в Лондоне госпиталя Святого Варфоломея.

## Биография
О жизни Раэри известно немного. Сообщается, что он родился в незнатной семье в царствование Вильгельма Завоевателя (1066—1087). В молодости его часто приглашали в дома знати, резиденции принцев, а затем и самого короля Вильгельма Руфуса, где он развлекал своих слушателей остротами и приятными слуху речами. Однако в какой-то момент Раэри обратился к Богу под духовным руководством ставшего в 1108 году епископом Лондона Ричарда де Боми. Вскоре после 1120 года он совершил паломничество в Рим. Там он посетил места мученичества апостолов Петра и Павла, оплакал свои грехи и принял решение вести праведную жизнь. По легенде, во время паломничества, будучи в аббатстве Тре Фонтане, он заболел и был при смерти, но ему было видение Святого Варфоломея, которому он обещал по возвращении основать госпиталь, что и было сделано в марте 1127 года. Раэри основал также Большую церковь Варфоломея и стал её первым настоятелем. Там он занимался лечебной практикой, используя, в частности, имевшуюся у него частицу Истинного креста, вплоть до своей смерти в 1144 или 1145 году.
Основным источником о жизни Раэри является рукопись «Liber fundacionis ecclesie sancti Bartholomei Londoniarum». Составленная до 1189 года, первоначально она хранилась в основанной Раэри церкви, затем она попала в легендарное собрание Роберта Коттона, где хранилась под бюстом римского императора Веспасиана, вследствие чего приобрела номер Vespasian B. IX. Следующими её владельцами были Т. Коттон, сын предыдущего владельца, и Р. Сент-Джордж. В 1753 году рукопись попала в Британский музей. Первоначально рукопись была составлена на латыни, а при переписывании дошедшего до нашего времени экземпляра около 1400 года был добавлен её английский перевод.
Раэри является одним из основных персонажей сказки Р. Киплинга «Дерево правосудия», включённой в сборник «Подарки фей» (1910), а также повести Розмэри Сатклифф «Ведьмино отродье».